# Operación Ichi-Go
La Operación Ichi-Go (一号作戦 Ichi-gō Sakusen?, en español: Operación número 1)  fue una ofensiva militar japonesa lanzada por el Ejército Imperial en la zona de la China Central durante la segunda guerra sino-japonesa. Uno de los objetivos japoneses era la toma, o al menos la destrucción, de las bases aéreas de la Fuerza Aérea estadounidense (USAAF) empleadas para lanzar bombardeos estratégicos de los B-29 sobre el archipiélago nipón. Por otro lado, se pretendía conquistar varios enlaces ferroviarios y puntos clave de la retaguardia china, expandiendo así (y, consolidando) el territorio chino bajo control japonés. 
Las operaciones, que se alargaron durante más de seis meses, supusieron una victoria japonesa limitada, ya que a pesar de las importantes ganancias territoriales niponas, esta victoria no fue decisiva para el conjunto de la guerra. Los norteamericanos, por su parte, habían logrado trasladar todas sus bases áreas continentales a las recientemente conquistadas islas Marianas. Además, hacia la primavera de 1945, los japoneses habían perdido muchas de las recientes conquistas, con lo que quedó en entredicho el valor de la Operación Ichi Go. A pesar de ser la campaña de la guerra del Pacífico en la que más tropas japonesas participaron, no es de las más conocidas.

## Plan de operaciones
El objetivo primario de la operación era la captura de las provincias chinas de Henan, Hunan y Guangxi, en aquel momento bajo control del Ejército Nacional Revolucionario de China. De esta manera se crearía un enlace terrestre entre el grueso de las fuerzas japonesas localizadas en Manchukuo y la guarnición japonesa que ocupaba la Indochina francesa, además, se capturarían las bases aéreas  estadounidenses, de las que despegaban escuadrones de B-29 a bombardear Japón (véase Operación Matterhorn).
La operación estaba dividida en varias fases:
- En la primera fase se aseguraría la totalidad del enlace ferroviario entre Pekín, Wuhan y Hong Kong.
- En la segunda fase, se avanzaría hasta la ciudad de Liuzhou (situada junto a la frontera de la Indochina francesa), capturando las bases aéreas estadounidenses ubicadas en la provincia; sería un golpe decisivo para las Fuerzas Aéreas del Ejército de los Estados Unidos.

El plan conjunto Ichi-Go se dividía, a su vez, en pequeñas suboperaciones: Operación Kogo (la toma de Henan central), a las que seguiría la Operación Togo 1 (la captura de Changheng) y en último lugar las Operaciones Togo 2 y Togo 3. En cualquier caso, los dos objetivos principales de Ichi-go eran abrir una ruta terrestre a la Indochina francesa, y la captura o destrucción de las bases aéreas en el sureste de China desde las que los bombarderos estadounidenses atacaban el territorio metropolitano nipón y su transporte marítimo. En los últimos meses, los operarios de la USAAF en la China no ocupada venían acondicionando una serie de aeródromos en la zona para albergar los aviones que lanzarían una campaña de bombardeo estratégico sobre Japón.

### Fuerzas en combate
Para alcanzar sus objetivos, los japoneses habían logrado reunir diecisiete divisiones (unos cuatrocientos mil soldados), junto a ochocientos tanques, mil quinientas piezas de artillería, doce mil vehículos y setenta mil caballos. Las fuerzas japonesas incluían el grueso de unidades y equipamiento del Ejército de Kwantung de Manchukuo, unidades del Frente del Norte de China e incluso unidades procedentes de Japón. Iba a ser la más grande campaña terrestre organizada por los japoneses durante toda la segunda guerra sino-japonesa.
Por su parte, las fuerzas chinas contaban con trescientos noventa mil soldados, comandados por el general Tang Enbo (汤恩伯), estacionados en Luoyang (Henan). Las Fuerzas Aéreas del Ejército de los Estados Unidos (USAAF) contaban en China con la 14.ª Fuerza Aérea (los antiguos Tigres Voladores) y la 20.ª Fuerza Aérea, la encargada de los bombardeos estratégicos con las Superfortalezas B-29 sobre las áreas metropolitanas de Japón.

## Desarrollo de las operaciones

### Combates en Henan

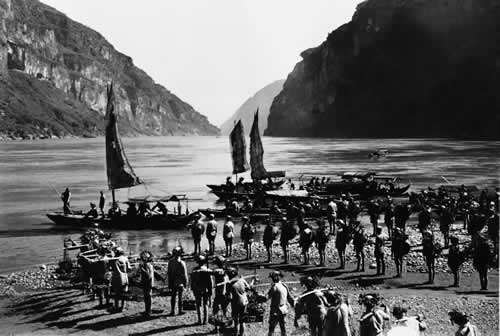
Tropas chinas formando junto al río Amarillo en la zona occidental de la provincia de Hubei, preparadas para resistir la ofensiva japonesa.

A finales de abril, la 3.ª División blindada japonesa cruzó el río Amarillo a la altura de Zhengzhou, que conquistó el 22, y después de neutralizar a las fuerzas chinas en Xuchang, se dirigió a Luoyang, que fue sitiada el 13 de mayo. Al avance de las unidades niponas desde el este y el sur se unieron otras venidas desde el sur de Shanxi, que tomaron Mianchi, al oeste de Luoyang y acometieron la ciudad desde el oeste.
Muchas de las nuevas unidades chinas adiestradas por los Estados Unidos y armadas gracias a sus suministros (de acuerdo a lo establecido en el Programa de Préstamo y Arriendo) estaban enfrascadas en el frente de Birmania por la ofensiva japonesa de Imphal y por las órdenes de Joseph Stilwell (más interesado en la defensa de la vital Carretera de Birmania). Luoyang estaba defendida por tres divisiones chinas que se enfrentaron a los atacantes japoneses, pero el 25 de mayo la ciudad cayó, tras una encarnizada batalla. Los japoneses prosiguieron su avance hacia el oeste a lo largo de la línea férrea y se apoderaron de Lingbao el 11 de junio, pero lo perdieron poco después por un contraataque chino. La administración china de la provincia era tan mediocre que parte de la población colaboraba con los japoneses en perjuicio de su propio Gobierno. Las treinta y cuatro divisiones gubernamentales emprendieron una veloz retirada que desbarató la Administración Pública del territorio y lo dejó parcialmente en manos de sus rivales comunistas, a los que el Gobierno acusó de sabotear un plan para reconquistar Luoyang.
A finales de abril y principios de mayo, los japoneses avanzaron también a lo largo del ferrocarril Pekín-Wuhan, tanto desde el norte como desde el sur de la línea, con el fin de adueñarse completamente de ella y unir las dos grandes ciudades. Lo lograron el 9 de mayo, aunque más tarde ciertos tramos de la línea cambiaron de manos varias veces. El 10 de octubre, sin embargo, el primer tren proveniente de Pekín alcanzó Wuhan. Sin embargo, más al norte, los chinos recuperaron Luoyang el 15 de junio.

### Combates en Hunan
La segunda fase de Ichi-go comenzó a finales de mayo, a continuación del éxito de la primera fase. En la primera semana de junio, las fuerzas japonesas marcharon a lo largo del ferrocarril hacia Changsha, en el sur, y entraron en la Provincia de Hunan, siendo la cuarta vez en toda la guerra que entraban en esta ciudad. En este sector el objetivo nipón era adueñarse de la línea férrea que unía Wuhan y Cantón y dividir aislar los territorios orientales todavía controlados por el Gobierno chino del Chongqing. Además, los japoneses pretendían eliminar una serie de bases aéreas y puntos de abastecimiento en Hunan, Zhejiang, Jiangxi y Fujian.
Debido a esto, lanzaron un poderoso ataque con doscientos ochenta mil soldados —ochenta mil concentrados en la región de Cantón y el resto, en la de Wuhan— que logró tomar la ciudad a comienzos de agosto, siendo el mayor ataque concentrado de toda la guerra en China. Los chinos habían recuperado algunas poblaciones al noroeste de Changsha, pero no pudieron detener el avance nipón contra esta, que perdieron tras dos semanas de duros combates el 5 de junio. Después de apoderarse de Changsha, los japoneses continuaron avanzando a lo largo del río Xiang y tomando una ciudad tras otra.

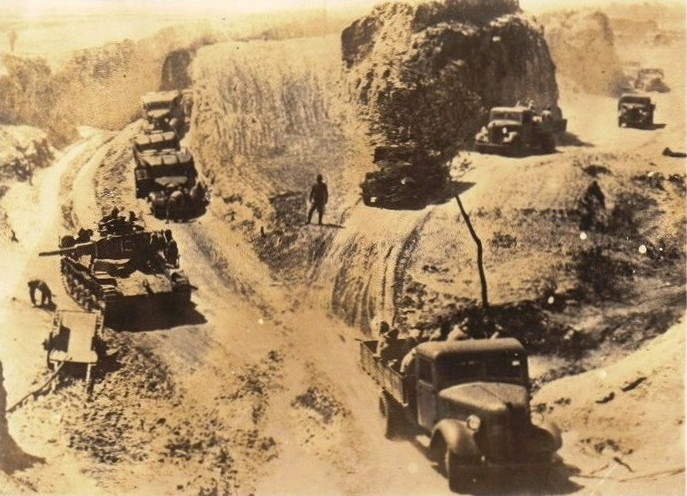
Columna motorizada japonesa durante los avances de Ichi-Go.

Sin embargo, la ciudad de Hengyang y su cercano aeródromo habían resistido los asaltos iniciales en mayo, por lo que se acometió otro nuevo en agosto llevado a cabo por la 11.ª División, que se saldó con grandes bajas al encontrarse con un buen sistema defensivo chino. Los defensores resistieron los embates japoneses durante cuarenta y siete días, lo que no impidió que los nipones continuasen su avance a lo largo de la línea férrea hacia Cantón. Aunque estos intentaron enviar refuerzos a sus tropas atrapadas en la ciudad, la 58.ª División pudo romper las defensas y tomar la ciudad después de cuarenta y siete días de combates y más de novecientas bajas. La ciudad cayó, pese a los contraataques chinos que les permitieron recuperar algunas ciudades, el 8 de agosto.
Los avances japoneses a lo largo de la línea ferroviaria, que hasta entonces no habían sufrido ataques aéreos serios, empezaron a ser hostigados por los bombarderos de la 14.ª Fuerza Aérea.

### Combates en Guangxi y Guizhou
El 26 de agosto los ejércitos japoneses 11.º, 34.º y 23.º comenzaron un nuevo avance hacia las regiones del suroeste, hacia la Provincia de Guangxi. Para establecer contacto entre China y Vietnam —objetivo de esta fase de la ofensiva—, se creó una nueva unidad, el Ejército de la Sexta Zona, al mando del general Okamura, compuesto por trescientos cincuenta mil soldados.
Pese a las adversas condiciones climáticas creadas por las torrenciales lluvias —que impedían el empleo de la aviación—, el 11.º Ejército nipón avanzó desde Hengyang y conquistó Lingling el 7 de septiembre. Los siguientes movimientos japoneses se dieron en tres direcciones: hacia el oeste, donde sus fuerzas capturaron Shaoyang el 3 de octubre, tras treinta y ocho días de lucha; hacia Luzhou, sobre la que se abalanzaron tres grupos diferentes, dos venidos de Henyang a lo largo del ferrocarril y otro desde Cantón; y hacia Guizhou, una vez conquistados Guilin y Luzhou.
Los chinos enviaron a ciento veinte mil soldados para oponerse a este nuevo embate y lograron evitar la caída de Guilin y Liuzhou hasta comienzos de noviembre. Fuertemente defendidas por los chinos, veinte mil de sus tropas se las arreglaron para atrincherarse en las ciudades antes de su caída. Dos tercios de la provincia de Guangxi cayeron en manos japonesas junto a sus aeródromos, aunque los japoneses pagaron un alto precio en bajas. A principios de diciembre, las columnas japonesas entraron en Indochina y la operación se dio por concluida. Las unidades japonesas que intervinieron en esta campaña fueron acusadas de haber llevado a cabo una atrocidades contra civiles chinos que dejaron más de doscientos mil muertos.
En diciembre los chinos emprendieron un contraataque gracias al que recuperaron algunas de las posiciones más expuestas del enemigo.

## Consecuencias

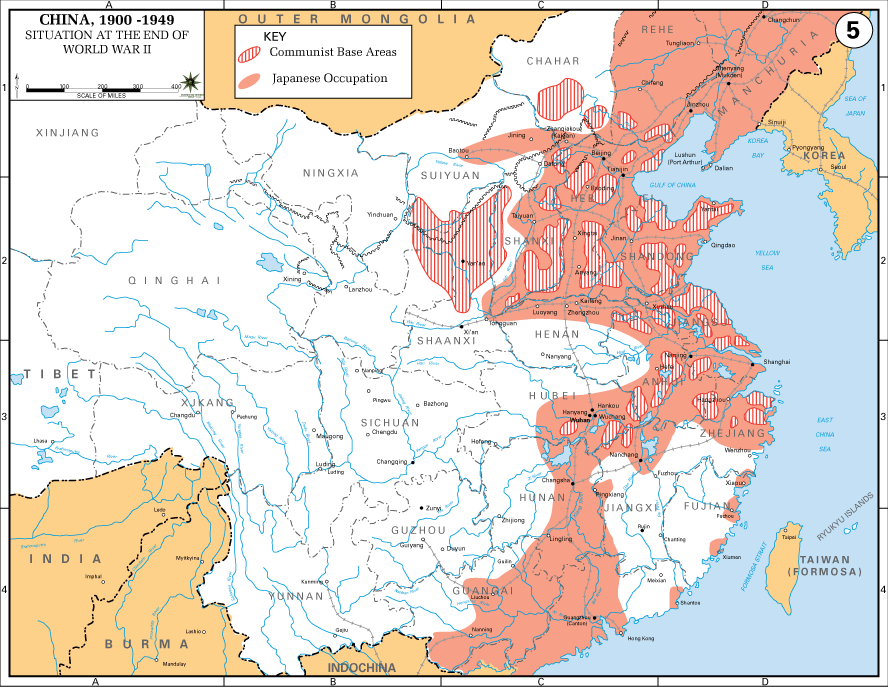
Mapa del Resultado de la Operación

De esta ofensiva, las ganancias prácticas para Japón fueron muy pocas: los escuadrones de bombarderos estadounidenses que perdieron sus bases en Ichi-Go, se trasladaron al interior del país, desde donde continuaron atacando a los Ejércitos japoneses en China. Y si bien los bombardeos de Japón se suspendieron, fue por poco tiempo, ya que, a principios de 1945, se acondicionaron nuevas bases aéreas en las islas Marianas, que permitieron a los B-29 reanudar los bombardeos. No obstante, constituyó una de las pocas victorias japonesas de los últimos meses de la guerra, ya que obligó a volver a Birmania a los comandos y técnicos británicos de la Misión 204 que trabajaban con los chinos. Además, aunque las grandes operaciones habían finalizado, los japoneses continuaron atacando los aeródromos estadounidenses hasta la primavera de 1945.
Debido al fracaso estadounidense, al no poder retener las pistas de aterrizaje en la costa, el general estadounidense Joseph Stilwell fue relevado de su cargo y sustituido por el general Albert Wedemeyer. Algunos rumores aseguran que el general Stilwell había entrado en contacto con las fuerzas del Partido Comunista Chino, solicitando la coordinación de sus fuerzas, sin consultar a Chiang Kai-Shek, lo que motivó que este se enfadara y pidiese al Presidente Roosevelt su relevo del cargo. Lo cierto es que Stilwell había observado la rampante corrupción entre los altos mandos militares chinos, que malgastaban las ayudas económicas y militares del Programa de Préstamo y Arriendo y era muy crítico con la política del generalísimo Chiang Kai-Shek, que parecía más interesado en combatir a los comunistas chinos que en expulsar a los japoneses.